# India ai Giochi della XIV Olimpiade
L'India partecipò ai Giochi della XIV Olimpiade, svoltisi a Londra, dal 20 luglio al 14 agosto 1948,
con una delegazione di 79 atleti impegnati in 10 discipline,
aggiudicandosi 1 medaglia d'oro.

## Medagliere

### Per discipline
| Sport           | Oro | Argento | Bronzo | Totale |
| --------------- | --- | ------- | ------ | ------ |
| Hockey su prato | 1   | 0       | 0      | 1      |
| Totale          | 1   | 0       | 0      | 1      |

### Medaglie
| Medaglia | Atleta | Sport           | Evento   |
| -------- | --- | --------------- | -------- |
| Oro      | Ranganathan Francis Tarlochan Singh Bawa Akhtar Hussain Leslie Claudius Keshav Dutt Jaswant Rajput Kishan Lal Kunwar Digvijay Singh Reginald Rodrigues Pat Jansen Latif-ur Rehman Leo Pinto Randhir Singh Gentle Amir Kumar Maxie Vaz Balbir Singh Sr. Lawrie Fernandes Walter de Sousa G. Nandy Singh Gerry Glacken | Hockey su prato | Maschile |

## Risultati

### Calcio
| Atleta | Classifica |                  |
| --- | --- | ---------------- |
| V · D · M Nazionale indiana · Calcio ai Giochi Olimpici Estivi 1948 P Uchil · P Varada Raj · D Manna · D Mohammed · D Varghese · C Ao · C Basheer · C Kaiser · C A. Nandy · C Prasad · C Vajra Velu · A Das · A Dhanraj · A Khan · A Mewalal · A S. Nandy · A Parab · A Raman · CT : Chatterjee | 9° |                  |
| Nazionale indiana · Calcio ai Giochi Olimpici Estivi 1948 | |                  |
| P Uchil · P Varada Raj · D Manna · D Mohammed · D Varghese · C Ao · C Basheer · C Kaiser · C A. Nandy · C Prasad · C Vajra Velu · A Das · A Dhanraj · A Khan · A Mewalal · A S. Nandy · A Parab · A Raman · CT: Chatterjee                                                                      | P Uchil · P Varada Raj · D Manna · D Mohammed · D Varghese · C Ao · C Basheer · C Kaiser · C A. Nandy · C Prasad · C Vajra Velu · A Das · A Dhanraj · A Khan · A Mewalal · A S. Nandy · A Parab · A Raman · CT: Chatterjee | India (bandiera) |

### Pallanuoto
| Atleta | Classifica |                  |
| --- | --- | ---------------- |
| V · D · M Nazionale maschile indiana di pallanuoto · Giochi olimpici - Londra 1948 Seal • Sa. Chatterjee • Su. Chatterjee • Murarji • D. Das • J. Das • Nag • Mansoor • Ahir • Chatterjee • Mitra · CT : - | 9° |                  |
| Nazionale maschile indiana di pallanuoto · Giochi olimpici - Londra 1948 | |                  |
| Seal • Sa. Chatterjee • Su. Chatterjee • Murarji • D. Das • J. Das • Nag • Mansoor • Ahir • Chatterjee • Mitra · CT: -                                                                                     | Seal • Sa. Chatterjee • Su. Chatterjee • Murarji • D. Das • J. Das • Nag • Mansoor • Ahir • Chatterjee • Mitra · CT: - | India (bandiera) |